# Comuna Bilozirka, Lanivți
Bilozirka (în ucraineană Білозірка) este o comună în raionul Lanivți, regiunea Ternopil, Ucraina, formată din satele Bilozirka (reședința) și Șușkivți.

## Demografie
Componența lingvistică a comunei Bilozirka
     Ucraineană (99,28%)
     Alte limbi (0,29%)
Conform recensământului din 2001, majoritatea populației comunei Bilozirka era vorbitoare de ucraineană (99,28%), existând în minoritate și vorbitori de alte limbi.